# Gerald Wallace
Pour les articles homonymes, voir Wallace.
Gerald Jermaine Wallace, né le 23 juillet 1982 à Sylacauga dans l'Alabama, est un joueur américain de basket-ball évoluant au poste d'ailier.
Après avoir commencé sa carrière en NBA avec les Kings de Sacramento, il joue ensuite successivement avec les Bobcats de Charlotte, les Trail Blazers de Portland, les Nets du New Jersey devenus ensuite Nets de Brooklyn et les Celtics de Boston.

## Carrière professionnelle

### Kings de Sacramento (2001-2004)
Gerald Wallace a été drafté en 25e position de la draft de 2001 par les Kings de Sacramento. C'est un bon contreur et dunkeur.

### Bobcats de Charlotte (2004-Fév.2011)
Le 27 janvier 2009, en jouant contre les Lakers de Los Angeles, Gerald Wallace est gravement blessé par Andrew Bynum alors qu'il part au dunk : perforation des poumons et quelques côtes cassés. Le premier décembre 2009, il est élu joueur de la semaine dans la conférence Est pour la troisième fois de sa carrière.
En 2010, l'équipe des Bobcats de Charlotte se qualifie pour la première fois en playoffs, ils s'opposent au Orlando Magic de Dwight Howard et sont éliminés dès le premier tour.

### Trail Blazers de Portland (Fév.2011-Mar.2012)
Le 24 février 2011, il est envoyé aux Trail Blazers de Portland, avec lesquels il perd une nouvelle fois au premier tour des playoffs face aux Mavericks de Dallas qui remportent le titre la même année.

### Nets du New Jersey/Nets de Brooklyn (Mar.2012-2013)
Le 15 mars 2012, Crash est envoyé aux Nets du New Jersey en échange de Mehmet Okur, Shawne Williams et un premier tour de draft.
Le 1er juillet 2012, il est le premier joueur de la free-agency à resigner avec son club pour un montant de 40 millions de dollars sur 4 ans.
En avril 2013, il est en pleine crise de confiance.

### Celtics de Boston (2013-2015)
En juillet 2013, il est envoyé aux Celtics de Boston avec ses coéquipiers des Nets de Brooklyn Reggie Evans, Tornike Shengelia, Kris Humphries, Keith Bogans et des choix des premiers tours de draft 2014, 2016 et 2018 contre Kevin Garnett, Paul Pierce et Jason Terry. Il est choqué par son transfert. À peine arrivé, les Celtics envisagent de le transférer avant le début de saison.
Le 19 octobre 2013, après avoir appris le pessimisme des journalistes, Wallace veut déjouer les pronostics. Le lendemain, il pousse un nouveau coup de gueule, cette fois-ci destiné à ses coéquipiers. Le 21 octobre, bien que l'entraînement ait été meilleur selon lui, il ne compte pas relâcher la pression. Le 1er novembre, alors que son équipe se fait rattraper leur avantage de 20 points par les Bucks de Milwaukee et finit par s'incliner, Wallace est très remonté contre son équipe.
Après quatre défaites en quatre matchs, les Celtics souhaitent le transférer. Le 7 janvier 2014, il fait une nouvelle sortie médiatique contre ses coéquipiers. Une semaine plus tard, il ne trouve pas d'améliorations dans le jeu de ses coéquipiers et le fait savoir. En février 2014, après une IRM, il apprend qu'il doit se faire opérer et met un terme à sa saison. En mars, il se fait opérer de la cheville et du genou gauche.

### Fin de carrière
Le 7 juillet 2015, il est transféré aux Warriors de Golden State contre David Lee. Transféré quelques jours plus tard chez les Sixers de Philadelphie, il est finalement libéré de son contrat en septembre de la même année.

## Palmarès
- Participation au NBA All-Star Game 2010.
- NBA All-Defensive First Team en 2010.
- Meilleur intercepteur NBA en 2006 avec 2,51 interceptions par match.

## Records sur une rencontre en NBA
Les records personnels de Gerald Wallace en NBA sont les suivants, :
| Type de statistique        | Saison régulière | Saison régulière          | Saison régulière | Playoffs | Playoffs              | Playoffs      |
| Type de statistique        | Record           | Adversaire                | Date             | Record   | Adversaire            | Date          |
| -------------------------- | ---------------- | ------------------------- | ---------------- | -------- | --------------------- | ------------- |
| Points                     | 42               | Knicks de New York        | 31 janvier 2007  | 32       | Mavericks de Dallas   | 28 avril 2011 |
| Paniers marqués            | 17               | Hawks d'Atlanta           | 28 mars 2006     | 10       | Mavericks de Dallas   | 28 avril 2011 |
| Paniers tentés             | 30               | Magic d'Orlando           | 16 janvier 2008  | 17       | Mavericks de Dallas   | 28 avril 2011 |
| Paniers à 3 points réussis | 5                | 2 fois                    | 2 fois           | 3        | Bulls de Chicago      | 4 mai 2013    |
| Paniers à 3 points tentés  | 8                | 5 fois                    | 5 fois           | 8        | Bulls de Chicago      | 4 mai 2013    |
| Lancers francs réussis     | 17               | Timberwolves du Minnesota | 15 novembre 2010 | 11       | Mavericks de Dallas   | 28 avril 2011 |
| Lancers francs tentés      | 22               | Pacers de l'Indiana       | 31 décembre 2007 | 13       | @ Magic d'Orlando     | 18 avril 2010 |
| Rebonds offensifs          | 8                | 2 fois                    | 2 fois           | 5        | Mavericks de Dallas   | 28 avril 2011 |
| Rebonds défensifs          | 17               | @ Nets du New Jersey      | 4 décembre 2009  | 16       | @ Magic d'Orlando     | 18 avril 2010 |
| Rebonds totaux             | 20               | 2 fois                    | 2 fois           | 17       | @ Magic d'Orlando     | 18 avril 2010 |
| Passes décisives           | 10               | 76ers de Philadelphie     | 26 janvier 2008  | 6        | @ Mavericks de Dallas | 19 avril 2011 |
| Interceptions              | 8                | Bucks de Milwaukee        | 13 janvier 2006  | 3        | 2 fois                | 2 fois        |
| Contres                    | 6                | 2 fois                    | 2 fois           | 4        | @ Magic d'Orlando     | 21 avril 2010 |
| Balles perdues             | 8                | Bucks de Milwaukee        | 6 janvier 2008   | 4        | @ Mavericks de Dallas | 25 avril 2011 |
| Minutes jouées             | 55               | @ Cavaliers de Cleveland  | 11 janvier 2008  | 48       | @ Bulls de Chicago    | 27 avril 2013 |

- Double-double : 132 (dont 3 en playoffs)
- Triple-double : 0

## Pour approfondir